# Gerhard Holland
Gerhard Holland (* 4. Oktober 1928 in Minden; † 29. Juni 2011) war ein deutscher Mathematikdidaktiker. 
Nachdem Gerhard Holland 1944/45 als Luftwaffenhelfer gedient hatte, konnte er 1947 sein Abitur machen und dann bis 1952 Physik, Mathematik und Philosophie in Göttingen studieren. 1965 wurde er an der Universität Hamburg zum Dr. phil. promoviert.
Ab 1960 arbeitete er in Göttingen am Felix-Klein-Gymnasium und am Studienseminar. 1969 wurde er Professor für Didaktik der Mathematik am Institut für Didaktik der Mathematik an der Universität Gießen. Er arbeitete u. a. am wissensbasierten Geometriesystem GEOLOG. Seit seiner Emeritierung im Jahr 1994 beschäftigte er sich mit Genealogie.